# ŽNL Splitsko-dalmatinska 2009./10.
ŽNL Splitsko-dalmatinska u sezoni 2009./10. je predstavljala prvi stupanj županijske lige u Splitsko-dalmatinskoj županiji, te ligu petog stupnja hrvatskog nogometnog prvenstva. U ligi je sudjelovalo osam klubova. Prvak je postao "Omladinac" iz Vranjica.  

## Sustav natjecanja
Osam klubova igra trokružnim ligaškim sustavom (21 kolo).

## Momčadi
- Čaporice – Čaporice
- Jadran – Supetar
- Jadran – Tučepi
- Mračaj – Runović
- Omladinac – Vranjic
- Poljičanin 1921 – Srinjine
- Tekstilac – Sinj
- Vrlika – Vrlika

## Ljestvica
Napomena: Tablica sadrži greške
| Poz. | Momčad          | U  | P  | N | I  | G+ | G– | G+/– | Bod. | Nastavak natjecanja ili ispadanje |
| ---- | --------------- | -- | -- | - | -- | -- | -- | ---- | ---- | --------------------------------- |
| 1.   | Omladinac (P)   | 21 | 15 | 5 | 1  | 60 | 13 | +47  | 50   | 4. HNL – Jug B                    |
| 2.   | Jadran Tučepi   | 21 | 11 | 5 | 5  | 52 | 38 | +14  | 38   | 4. HNL – Jug B                    |
| 3.   | Mračaj          | 21 | 11 | 4 | 6  | 43 | 23 | +20  | 36   |                                   |
| 4.   | Tekstilac Sinj  | 21 | 8  | 7 | 6  | 32 | 26 | +6   | 31   |                                   |
| 5.   | Poljičanin 1921 | 21 | 7  | 6 | 8  | 33 | 37 | −4   | 27   |                                   |
| 6.   | Jadran Supetar  | 21 | 6  | 7 | 8  | 32 | 34 | −2   | 25   |                                   |
| 7.   | Čaporice        | 22 | 5  | 3 | 14 | 23 | 56 | −33  | 18   |                                   |
| 8.   | Vrlika          | 21 | 2  | 1 | 18 | 21 | 68 | −47  | 7    |                                   |

1. ↑  1 bod oduzet od saveza.

## Rezultatska križaljka
| kratica | klub                     | ČAPT | JADS | JADT | MRA | OML | POLJ | TEK | VRL |
| --- | ------------------------ | ---- | ---- | ---- | --- | --- | ---- | --- | --- |
| ČAPT | Čaporice - Trilj         |      |      |      |     |     |      |     |     |
| JADS | Jadran Supetar           |      |      |      |     |     |      |     |     |
| JADT | Jadran Tučepi            |      |      |      |     |     |      |     |     |
| MRA | Mračaj Runović           |      |      |      |     |     |      |     |     |
| OML | Omladinac Vranjic        |      |      |      |     |     |      |     |     |
| POLJ | Poljičanin 1921 Srinjine |      |      |      |     |     |      |     |     |
| TEK | Tekstilac Sinj           |      |      |      |     |     |      |     |     |
| VRL | Vrlika                   |      |      |      |     |     |      |     |     |
| |                          |      |      |      |     |     |      |     |     |
| podebljan rezultat - utakmice od 1. do 7., te od 15. do 21. kola (1. i 3. utakmica između klubova) rezultat normalne debljine - utakmice od 8. do 14. kola (2. utakmica između klubova) rezultat nakošen - nije vidljiv redoslijed odigravanja međusobnih utakmica iz dostupnih izvora rezultat smanjen * - iz dostupnih izvora nije uočljiv domaćin susreta prekrižen rezultat - poništena ili brisana utakmica p - utakmica prekinuta 3:0 p.f. / 0:3 p.f. - rezultat 3:0 bez borbe n.i. - nije igrano |                          |      |      |      |     |     |      |     |     |

 Izvori:

## Vanjske poveznice
- nszsd.hr - Nogometni savez Županije Splitsko-dalmatinske
- nszsd.hr, 1. ŽNL
- facebook.com, 1. ŽNL Splitsko-dalmatinske županije
- sportnet.hr forum, 1. i 2. ŽNL Splitsko-dalmatinske županije  Arhivirana inačica izvorne stranice od 27. studenoga 2021. (Wayback Machine)